# María Méndez (futbolista venezolana)
María Valentina Méndez Zambrano (c. 2000) es una estudiante y futbolista venezolana, jugadora de la selección femenina de la Universidad Central de Venezuela (UCV). Fue detenida el 30 de julio de 2024, dos días después de las elecciones presidenciales de Venezuela. Méndez estaba en camino a un entrenamiento y no participaba en ninguna manifestación, pero fue arrestada al estar en las cercanías de una.

## Detención
Méndez es jugadora de la selección femenina de fútbol de la Universidad Central de Venezuela (UCV). Fue detenida el 30 de julio de 2024 en Las Mercedes, Caracas, dos días después de las elecciones presidenciales de Venezuela y durante las protestas poselectorales, mientras caminaba hacia un entrenamiento. María no estaba participando en una manifestación, pero fue arrestada al encontrarse cerca al igual que otras personas.
El 4 de septiembre, diez días antes del inicio de clases, miembros de la Federación de Centros Universitarios de la UCV desplegaron afiches en la universidad sobre miembros de la comunidad detenidos, incluyendo a Méndez, pidiendo por su liberación. Para esa fecha eran siete personas: seis estudiantes y un profesor (Salvador Rivera), y María se encontraba recluida en el retén de mujeres La Crisálida en Los Teques. Al igual que en otras detenciones poselectorales, no se les ha permitido juramentar a su defensa privada, y a un mes de la detención solo se les había permitido una visita.
Los decanos de la universidad publicaron un comunicado, escrito el 7 de octubre y difundido el 23 de octubre, condenando las detenciones y pidiendo su libertad incondicional, al igual que el respeto por los derechos humanos y del Estado de derecho. El 12 de noviembre la ONG del Observatorio Venezolano de Prisiones se sumó en pedir la libertad inmediata para los estudiantes y el profesor. Unos días después, Salvador Rivera y dos de los estudiantes fueron liberados. El Día del Estudiante Universitario, el 21 de noviembre, estudiantes de la UCV colgó una tela en la autopista Francisco Fajardo exigiendo la liberación de los cuatro estudiantes restantes, incluyendo a María Méndez.